# ألفرد بلاكمان
ألفرد بلاكمان (بالإنجليزية: Alfred Blackman)‏ هو قاضي وسياسي أمريكي، ولد في 28 ديسمبر 1807، وتوفي في 28 أبريل 1880. انتخب عضو مجلس نواب كونيتيكت.